# Hymn Polski

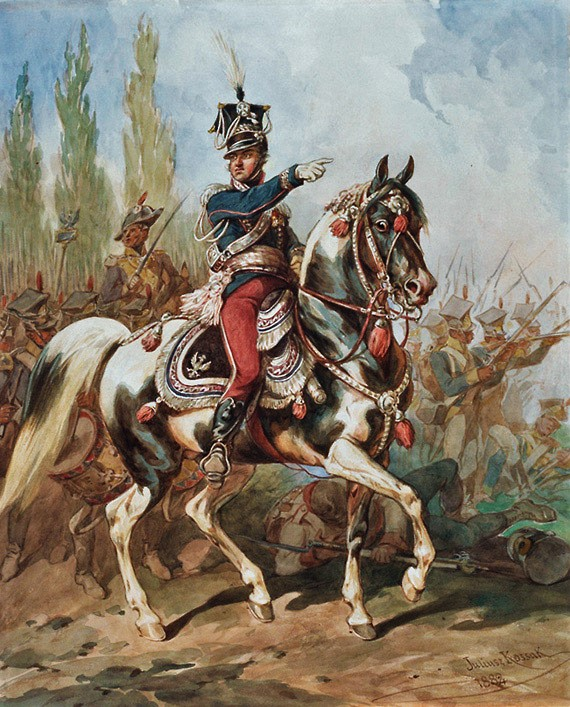
Gen. Jan Henryk Dąbrowski na czele Legionów Polskich we Włoszech

Mazurek Dąbrowskiego (posłuchaj muzyki hymnuⓘ) – polska pieśń patriotyczna z 1797 roku, od 26 lutego 1927 oficjalny hymn państwowy Rzeczypospolitej Polskiej.

## Historia hymnu

### Prolog
W kwietniu 1796 roku Napoleon Bonaparte rozpoczął swoją pierwszą kampanię włoską, która ugruntowała jego sławę jako wodza i polityka. W tamtym czasie Polska znajdowała się już pod zaborami, a ponieważ Francja była przeciwnikiem państw zaborczych – Prus, Austrii i później także Rosji – wielu polskich emigrantów, którzy nie pogodzili się z upadkiem powstania, szukało możliwości dalszej walki. Naturalnym wyborem było wsparcie Napoleona w nadziei, że jego zwycięstwa przyczynią się do odzyskania niepodległości Polski. W takich okolicznościach doszło do podpisania układu 9 stycznia 1797 roku przez generała Jana Henryka Dąbrowskiego o utworzeniu Legionów Polskich we Włoszech.
Utwór ten, znany dziś jako Mazurek Dąbrowskiego, początkowo był jedną z wielu pieśni patriotyczno-wojskowych, jednak szybko zdobył niezwykłą popularność nie tylko wśród legionistów, ale także w kraju. Entuzjastyczne przyjęcie tej kompozycji wynikało z jej głębokiego przesłania – zawierała w sobie ideę walki o niepodległość jako świętego i niezbywalnego prawa narodu do wolności i suwerenności.

### powstanieMazurka
W czasie organizacji tych oddziałów, w miejscowości Reggio nell’Emilia w ówczesnej Republice Cisalpińskiej (obecnie północne Włochy), poeta i działacz polityczny jeszcze z czasów Sejmu Czteroletniego, Józef Wybicki (1747–1828), napisał tekst pieśni legionowej rozpoczynającej się od słów: "Jeszcze Polska nie umarła, kiedy my żyjemy". Początkowo nazywała się ona Pieśnią Legionów Polskich we Włoszech. 
Autor melodii, opartej na motywach ludowego mazurka (właściwie mazura) pozostaje nieznany. Początkowo sądzono, że melodię tę skomponował książę Michał Kleofas Ogiński (twórca poloneza – Pożegnanie ojczyzny), potem materiały archiwalne temu zaprzeczyły i do dziś najczęściej autorzy śpiewników i prac naukowych podają określenie „melodia ludowa” (a niektórzy dodają do tego asekuracyjny znak zapytania).
Dokładna data i okoliczności jej napisania oraz pierwszego wykonania nie są pewne, do dziś pozostając przedmiotem sporów wśród historyków. Według Wojciecha Podgórskiego było to:

…między 16, a 19 lipca 1797 r. – pod wpływem pierwszego wzruszenia, jakie opanowało Wybickiego na widok polskich mundurów, orłów, sztandarów – powstały strofy żołnierskiego wyznania wiary: Jeszcze Polska nie umarła

Podobnego zdania jest np. Jan Pachoński i inni badacze. Według Bronisława Bilińskiego pieśń musiała jednak powstać wcześniej – między 10 a 15 lipca, a wskazywać mogą na to ustalenia XIX-wiecznego badacza Mazurka, Wojciecha Sowińskiego, który twierdził, że:

…na specjalnym zebraniu starszyzny legionowej w Reggio w lipcu 1797 r. w nastroju radosnego oczekiwania, odśpiewał Wybicki „Pieśń”.

Według Bronisława Bilińskiego owo zebranie starszyzny legionowej mogło odbyć się 14 lub 15 lipca – w rocznicę zburzenia Bastylii, pieśń musiała więc powstać wcześniej.
Nie jest też znany moment pierwszego publicznego wykonania Mazurka na ulicach Reggio. Według Juliusza Willaumego mogło to nastąpić już 16 lipca, podczas defilady. Inni naukowcy przyjmują dzień 20 lipca, kiedy to przy okazji pożegnania legionów w mieście generał Dąbrowski zasadził na Piazza Piccolo w Reggio pamiątkowe drzewko wolności. Pierwszym wykonawcą mógł być sam Wybicki, który śpiewał sam lub z grupą żołnierzy.
Utwór ten początkowo był jedną z wielu pieśni patriotyczno-wojskowych, jednak szybko zdobył niezwykłą popularność – nie tylko wśród legionistów, ale także w kraju. Entuzjastyczne przyjęcie tej kompozycji wynikało z jej głębokiego przesłania – zawierała w sobie ideę walki o niepodległość jako świętego i niezbywalnego prawa narodu do wolności i suwerenności. To właśnie ta emocjonalna siła sprawiła, że pieśń na stałe wpisała się w kanon polskiej kultury i historii. 
29 sierpnia 1797 gen. Dąbrowski pisał do autora tekstu z Bolonii: Żołnierze do Twojej pieśni coraz więcej gustu nabierają. Z początkiem 1798 znana była już we wszystkich zaborach. Zaborcy szybko dostrzegli, jak groźna dla ich polityki może być prosta pieśń patriotyczna, dlatego podejmowali wszelkie możliwe środki, aby ją zwalczać. Tekst Mazurka  ogłoszono po raz pierwszy w Mantui w lutym 1799 w gazetce „Dekada Legionowa”. Przez cały okres zaborów „Mazurek Dąbrowskiego” był dla Polaków pieśnią szczególnie cenną i darzoną wielkim szacunkiem. Odwoływano się do niej przy każdej nadarzającej się okazji, a jej melodia i słowa „Jeszcze Polska...” stały się symbolem walki o wolność także dla innych narodów Europy. Z tego względu hymn narodowy Jugosławii posiadał melodię niemal identyczną z polskim hymnem. Pieśń śpiewana była podczas triumfalnego wjazdu gen. Dąbrowskiego i Wybickiego do Poznania 3 listopada 1806 r., podczas powstania listopadowego (1830), styczniowego (1863), przez Polaków na Wielkiej Emigracji, w czasie rewolucji 1905, I i II wojny światowej. Tekst Mazurka był tłumaczony przez poetów solidaryzujących się z walczącą Polską i znany był w 17 językach, m.in.: niemieckim, francuskim, angielskim, rosyjskim, węgierskim, chorwackim, macedońskim, serbskim, słowackim, litewskim oraz żmudzkim. Podczas Wiosny Ludów (1848) Mazurek Dąbrowskiego śpiewany był na ulicach Wiednia, Berlina i Pragi, gdzie cieszył się szczególną popularnością. Mazurek Dąbrowskiego był wykorzystywany w utworach muzycznych. Jako jeden z pierwszych użył go Karol Kurpiński, który skomponował w 1821 fortepianową (organową) fugę na jego temat. Fuga ta, zinstrumentowana przez autora, zabrzmiała pod jego batutą 1 stycznia 1831 roku w wykonaniu orkiestry Opery Warszawskiej. Richard Wagner wykorzystał melodię Mazurka w uwerturze Polonia skomponowanej po upadku powstania listopadowego. Grano ją pod okupacją niemiecką w czasie II wojny światowej, gdy zabronione było granie polskiego hymnu. W zmienionej postaci użyto muzyki hymnu w nazistowskim filmie propagandowym Powrót do ojczyzny (Heimkehr).
W miarę popularyzowania się pieśń przybierała różne formy dostosowane do okoliczności, czasami zmieniając w refrenie nazwisko Dąbrowskiego na nazwisko innego wodza. Podczas powstania listopadowego popularny był Mazurek Skrzyneckiego ze słowami „Marsz, marsz, cna młodzi, Skrzynecki dowodzi!…”. Natomiast w czasie I wojny światowej wśród polskich legionistów śpiewano Mazurka Piłsudskiego z refrenem: „Marsz, marsz Piłsudski, Prowadź na bój krwawy, Pod twoim przewodem Wejdziem do Warszawy”.
W czasie powstania styczniowego powstała wersja z inną melodią znana jako Marsz Czachowskiego z refrenem „Marsz, marsz, Polonia, Nasz dzielny narodzie. Odpoczniemy po swej pracy W ojczystej zagrodzie”, która pod koniec XIX i w początkach XX wieku zyskała popularność jako Marsz Polonii. Podczas II wojny światowej żołnierze polscy na Zachodzie śpiewali tę wersję z refrenem Marsz, marsz Sikorski.
Na melodię polskiego hymnu śpiewano na Śląsku popularną patriotyczną pieśń pt. „Długo nasz Śląsk ukochany…” do słów śląskiego poety oraz pisarza Konstantego Damrota.
W czasie powstania warszawskiego w 1944 roku węgierskie jednostki stacjonujące w Warszawie sympatyzowały z walczącymi Polakami. Orkiestra 5 węgierskiej dywizji rezerwowej odegrała dla warszawiaków Mazurka Dąbrowskiego na Ursynowie.

## Wpływ polskiego hymnu na inne pieśni narodowe
Polski hymn narodowy stał się protoplastą dla innych słowiańskich hymnów i pieśni. Słowacy śpiewali: Hej, Slováci, ešte naša slovenská reč žije. Autorem w 1834 r. był Samo Tomášik, pastor luterański. Ten tytuł później został zamieniony przez Czechów na Hej, Slované. Pieśń stała się pieśnią wszystkich Słowian po zjeździe wszechsłowiańskim w 1848 roku w Pradze. Łużyczanie mają pieśń Hišće Serbstwo njezhubjene (Jeszcze Łużyce nie zginęły) napisaną przez Handrija Zejlera w 1845 r. na wzór Mazurka Dąbrowskiego, a Chorwaci pieśń Još Hrvatska ni propala (Jeszcze Chorwacja nie umarła) z 1833 autorstwa Ferdynanda Livadicia. Tekst ukraińskiego hymnu narodowego z 1863, zaczynającego się od słów Ще не вмерла Україна (Jeszcze nie umarła Ukraina), jest kolejnym przykładem, jak polska pieśń wyzwoleńcza, która stała się późniejszym oficjalnym hymnem narodowym, promieniowała na ludy ościenne.
W czasie powstania listopadowego 1831 roku Mazurek Dąbrowskiego zawędrował na Żmudź jako pieśń ludowa pod tytułem. „Pieśń Żmudzinów telszewskiego powiatu w wojnie r. 1831”. Do melodii polskiego hymnu napisano siedem zwrotek tekstu po żmudzku. Pierwsza zwrotka w polskim tłumaczeniu brzmi:

„Jeszcze Polska nie zginęła, gdy Żmudzini żyją

I Żmudź walkę rozpoczyna, gdy się w Polsce biją.

Polacy z Rusią, ze Żmudzią i Litwą

Wywalczą swobody tak świętą bitwą”.

## Tekst

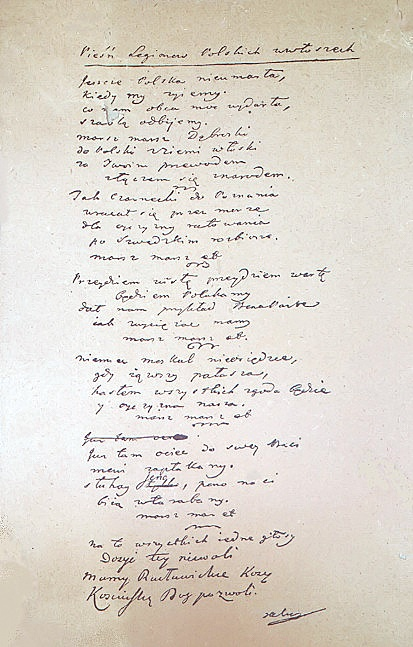
Faksymile rękopisu Mazurka Dąbrowskiego Józefa Wybickiego

| Aktualna treść | Tekst według rękopisu Wybickiego |
| --- | --- |
| Jeszcze Polska nie zginęła, Kiedy my żyjemy. Co nam obca przemoc wzięła, Szablą odbierzemy. Marsz, marsz, Dąbrowski, Z ziemi włoskiej do Polski. Za twoim przewodem Złączym się z narodem. Przejdziem Wisłę, przejdziem Wartę, Będziem Polakami. Dał nam przykład Bonaparte, Jak zwyciężać mamy. Marsz, marsz, Dąbrowski… Jak Czarniecki do Poznania Po szwedzkim zaborze, Dla ojczyzny ratowania Wrócim się przez morze. Marsz, marsz, Dąbrowski… Już tam ojciec do swej Basi Mówi zapłakany – Słuchaj jeno, pono nasi Biją w tarabany. Marsz, marsz, Dąbrowski… | Jeszcze Polska nie umarła, kiedy my żyjemy. Co nam obca moc wydarła, szablą odbijemy. Marsz, marsz, Dąbrowski do Polski z ziemi włoski za Twoim przewodem złączem się z narodem. Jak Czarnecki do Poznania wracał się przez morze dla ojczyzny ratowania po szwedzkim rozbiorze. Marsz, marsz, Dąbrowski… Przejdziem Wisłę przejdziem Wartę będziem Polakami dał nam przykład Bonaparte jak zwyciężać mamy. Marsz, marsz, Dąbrowski… Niemiec, Moskal nie osiędzie, gdy jąwszy pałasza, hasłem wszystkich zgoda będzie i ojczyzna nasza. Marsz, marsz, Dąbrowski… Już tam ojciec do swej Basi mówi zapłakany: „słuchaj jeno, pono nasi biją w tarabany”. Marsz, marsz, Dąbrowski… Na to wszystkich jedne głosy: „Dosyć tej niewoli mamy Racławickie Kosy, Kościuszkę, Bóg pozwoli”. |

## Analiza tekstu

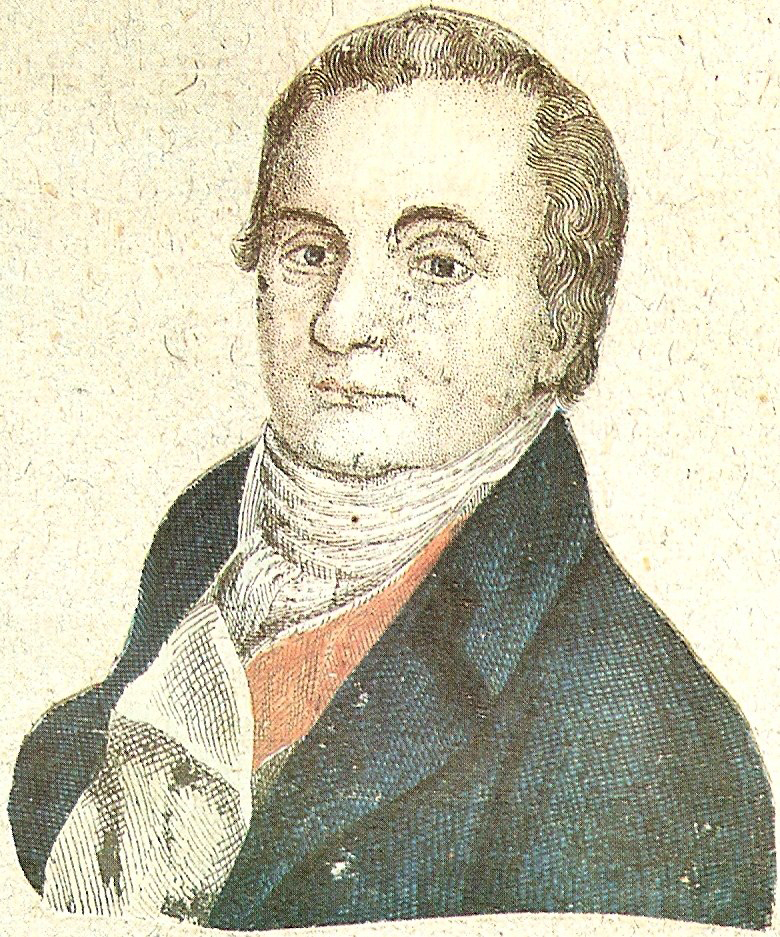
Józef Wybicki

Pierwsza zwrotka hymnu nawiązuje do ostatniego rozbioru Polski. Po klęsce insurekcji kościuszkowskiej, w 1795 terytorium Rzeczypospolitej zostało całkowicie rozdzielone pomiędzy Rosję, Prusy i Austrię. Zwrotka wyraża zatem patriotyzm i wiarę w odzyskanie niepodległości.
Po III rozbiorze Rzeczypospolitej znaczna liczba polskich żołnierzy wyemigrowała do Francji i Włoch. W styczniu 1797 generał Jan Henryk Dąbrowski na mocy umowy z rządem lombardzkim, w porozumieniu z Francuzami, utworzył Legiony Polskie. W refrenie autor, który współtworzył Legiony, wyraził nadzieję powrotu do Polski pod dowództwem gen. Dąbrowskiego.
Nadzieja legionistów na powrót do Polski była jednak związana z walkami prowadzonymi pod zwierzchnictwem generała Napoleona Bonaparte, który już wówczas odnosił sukcesy wojskowe w północnych Włoszech, a kilka lat później rządził Francją. W drugiej zwrotce (a trzeciej zwrotce w rękopisie Wybickiego) hymnu autor wyraził przekonanie, iż z pomocą Bonapartego żołnierze podążając z zachodu poprzez rzekę Wartę i południa poprzez Wisłę byliby w stanie przywrócić niepodległą Polskę.
Trzecia zwrotka (druga według oryginalnego rękopisu) nawiązuje do Stefana Czarnieckiego, dowódcy polskiego w czasie potopu szwedzkiego w XVII wieku i m.in. przeprawy na wyspę Als.
W oryginalnym rękopisie Wybickiego występuje czwarta zwrotka, której brak we współczesnym hymnie. W zwrotce tej autor doradza, iż jedynym warunkiem obronienia się przed dwoma największymi zaborcami, tj. Prusami (Niemiec) i Rosją (Moskal), będzie ogólnonarodowa zgoda.
Czwarta zwrotka (piąta według rękopisu) stanowiła dla pozostających na emigracji legionistów obraz Polaków pozostających w Ojczyźnie i wysłuchujących tarabanu na znak zbliżających się polskich wojsk.
Roman Kaleta zwraca uwagę, że aby oddać intencje autora fragment – Już tam ojciec do swej Basi mówi zapłakany... powinien być rozumiany – Już tam ojciec do swej Basi mówi zapłakanej. W wielu gwarach końcowe -ej było i jest wymawiane i zapisywane jako -y, np. zamiast z bożej łaski – z boży łaski, zamiast waszej starej matki – waszy stary matki, czyli zapis y jako ścieśnionego -|e| końcówki -ej. Nie jest też prawdopodobne, aby autor pisząc pieśń patriotyczną, która miała zagrzewać do walki, umieścił w niej, wbrew istniejącym stereotypom właściwych zachowań mężczyzn i kobiet, postać zapłakanego dojrzałego mężczyzny.
W szóstej zwrotce (w rękopisie) Józef Wybicki nawiązał do Tadeusza Kościuszki, zwycięskiego dowódcy z bitwy pod Racławicami w czasie powstania w 1794 r. Wyraził również ufność w Opatrzność Bożą.
Podsumowując, słowa Pieśni Legionów Polskich we Włoszech nawiązywały do wzniosłych wydarzeń z dziejów polskiego oręża oraz współczesnych zwierzchników wojskowych, w których pokładano nadzieję na powrót do Ojczyzny i odzyskanie niepodległości.

## Popełniane błędy
Zdarza się śpiewanie …póki my żyjemy… W rękopisie Wybickiego oraz w ustawowo zatwierdzonym tekście Hymnu jest forma …kiedy my żyjemy… i tylko ona jest oryginalna i obowiązująca. Jerzy Bralczyk uważa jednak, że:
trochę dziwne jest połączenie czasownika dokonanego („zginęła”, „umarła”) z niedokonanym („żyjemy”) przez „kiedy”. Normalne byłoby „żyje, kiedy my żyjemy”. A jeszcze bardziej „żyje, póki my żyjemy”. Jeśli „nie zginęła”, mniej niezręczne i bardziej jednoznaczne jest „póki” (…). „Póki” w hymnie nie razi. Wolę je w każdym razie od banalnego, mniej gramatycznie i znaczeniowo dopasowanego „kiedy”.
W jednym z wywiadów doprecyzowuje:
Tutaj „kiedy” było z początku raczej tożsame z „jeśli”: jeśli my żyjemy nadal, to Polska nie zginęła. Natomiast w naszych czasach to „kiedy” brzmi nieco dziwnie i niezręcznie. Znacznie bardziej pasowałoby mi tutaj: „…skoro my żyjemy”.
Innym błędem jest śpiewanie dwóch równych nut (dwóch ósemek) w miejscu, w którym pierwsza powinna być trzy razy dłuższa od drugiej (ósemka z kropką i szesnastka). Ósemka z szesnastką to rytm, który pokrywa się z sylabami „Je-szcze”; „Nie zgi” (pierwsza sylaba od słowa „zginęła”); „Kie-dy”; „Co nam”; „przemoc”; „szablą”; „Z zie-mi”.

## Wykonywanie hymnu
Publicznie hymn państwowy wykonuje się lub odtwarza w szczególności w czasie uroczystości oraz świąt i rocznic państwowych. Podczas wykonywania lub odtwarzania hymnu państwowego obowiązuje zachowanie powagi i spokoju. Osoby obecne podczas publicznego wykonywania lub odtwarzania hymnu stoją w postawie wyrażającej szacunek, a ponadto mężczyźni w ubraniach cywilnych – zdejmują nakrycia głowy, zaś osoby w umundurowaniu obejmującym nakrycie głowy, niebędące w zorganizowanej grupie – oddają honory przez salutowanie. Poczty sztandarowe podczas wykonywania lub odtwarzania hymnu oddają honory przez pochylenie sztandaru. Przepisy, wydane na podstawie ustawy o godle, barwach i hymnie Rzeczypospolitej Polskiej oraz o pieczęciach państwowych, określają zachowanie umundurowanych osób występujących w zorganizowanej grupie. Hymn Rzeczypospolitej Polskiej powinien być wykonywany lub odtwarzany w sposób zapewniający mu należną cześć i szacunek. W szczególności zabrania się wykonywania hymnu ze zmienioną melodią lub tekstem.
Hymn państwowy można wykonywać w opracowaniach wokalnych, instrumentalnych oraz wokalno-instrumentalnych, zgodnych z ustawową wersją melodyczną i jej harmonizacją. Zapisy nutowe oraz dźwiękowy według harmonizacji profesora Kazimierza Sikorskiego dostępne są na stronie Ministerstwa Kultury i Dziedzictwa Narodowego.

## Ochrona hymnu
Naruszenie przepisów o hymnie RP stanowi wykroczenie zagrożone karą aresztu albo grzywny. Istnienie ochrony prawnej hymnu wynika bezpośrednio z Konstytucji Rzeczypospolitej Polskiej (art. 28).